# 80 (число)
80 (восемьдесят) — натуральное число, расположенное между числами 79 и 81. Оно не является простым числом, а относительно последовательности простых чисел расположено между 79 и 81

## В математике

### Числа 80-89
- 80 = 2 × 2 × 2 × 2 × 5
- 81 = 3 × 3 × 3 × 3, 9-е квадратное число, 6-е семиугольное число
- 82 = 2 × 41, 4-е 15-угольное число
- 83 = простое число
- 84 = 2 × 2 × 3 × 7
- 85 = 5 × 17, 5-е 10-угольное число
- 86 = 2 × 43
- 87 = 3 × 29
- 88 = 2 × 2 × 2 × 11
- 89 = простое число

## В химии
- Атомный номер ртути

## В культуре
- Роман Жюля Верна «Вокруг света в 80 дней» с множеством экранизаций:
  - 1956 — Вокруг света за 80 дней — фильм США 1956
  - 1972 — 80 дней вокруг света — мультфильм производства Австралии.
  - 1983 — Вокруг света с Вилли Фогом — испанский мультсериал
  - 1989 — Вокруг света за 80 дней — фильм США 1989 года.
  - 2004 — Вокруг света за 80 дней — фильм США 2004

## В других областях
- В кириллице числовое значение буквы п (покой)
- ASCII-код символа «P»
- 80 — Код субъекта Российской Федерации и Код ГИБДД-ГАИ Забайкальского края (наряду с кодом 75).
- во французском языке число 80 звучит как «четырежды двадцать» (quatre-vingts) — хотя в Бельгии и Швейцарии используется также слово huitante. Это наследие двадцатеричной системы счисления, распространённой некогда у ряда европейских народов.
- 80-й порт используется для передачи данных по протоколу http, являющемуся основой www.
- 80 километров — максимальная ширина озера Байкал.
- Т-80 — первый в мире серийный танк с единой газотурбинной силовой установкой.
- 80 лет было Моисею, когда он разговаривал с фараоном.
- 80 — одно из ключевых чисел закона Парето или принципа 20/80.
- Audi 80 — модель автомобиля, производства немецкой автомобилестроительной компании Ауди, предшественница модели Audi A4.
- Z80 — 8-разрядный микропроцессор фирмы Zilog.
- Микро-80 — советский любительский 8-разрядный микрокомпьютер на основе микропроцессора К580ИК80А.
- Любую конфигурацию головоломки «Игра в 15» можно перевести в начальную конфигурацию не более чем за 80 «коротких ходов», где под «коротким ходом» понимается перемещение одной плитки[2].